# 690 г. пр.н.е.

## Събития

### В Азия

#### В Асирия
- Цар на Асирия е Сенахериб (705 – 681 пр.н.е.).[1]
- Конфликтът с вавилонците навлиза в решителна фаза. Асирийците подлагат на обсада Вавилон, която предизвиква глад и измиране на част от населението, но въпреки това градът и обявения за негов цар Мушезиб-Мардук (693/2 – 689 пр.н.е.) отказват да се предаде цели 15 месеца след началото ѝ.[2]

#### В Елам
- Цар на Елам е Хума-Менану III (692 – 688 пр.н.е).[3]

#### В Ликия
- Град Фаселис е основан от родоски заселници.[4]

### В Африка

#### В Египет
- След смъртта на Шабатака, в Мемфис за нов фараон на Египет е коронясан Тахарка (690 – 664 г. пр.н.е.).[5]

## Починали
- Шабатака, нубийски фараон от кушитската Двадесет и пета династия на Древен Египет (управлявал 707 – 690 г. пр.н.е)